# Сафронов (Волгоградская область)
Сафронов — хутор в Котельниковском районе Волгоградской области, в составе Захаровского сельского поселения. Хутор состоит из 4 улиц.
Население - 167 (2010)

## История
Дата основания не установлена. Хутор относился к юрту станицы Нагавской Второго Донского округа Земли Войска Донского (с 1870 года - Область Войска Донского). Согласно Списку населённых мест Земли Войска Донского в 1859 году на хуторе проживало 60 мужчин и 62 женщины. Согласно переписи населения 1897 года на хуторе проживало 117 душ мужского и 127 женского пола. Большинство населения было неграмотным: грамотных мужчин - 34, женщин - 4.
Согласно алфавитному списку населенных мест Области войска Донского 1915 года на хуторе проживали 171 душа мужского и 171 женского пола, имелся хуторской атаман
В 1921 году в составе Второго Донского округа включён в состав Царицынской губернии. С 1928 года - в составе Котельниковского района Сталинградского округа (округ ликвидирован в 1930 году) Нижневолжского края (с 1934 года - Сталинградский край). В 1935 году передан в состав Верхне-Курмоярского района Сталинградского края (с 1936 года - Сталинградской области). Хутор относился к Нижне-Яблочному сельсовету.
В 1949 году в связи со строительством Цимлянского водохранилища хутор перенесён на новое место.
В 1954 году хутор Сафронов перечислен в Захаровский сельсовет.

## Физико-географическая характеристика
Хутор расположен в степи, в пределах Ергенинской возвышенности, на берегу залива Цимлянского водохранилища, образовавшегося в нижнем течении Аксая Курмоярского, при устье балки Второй Лог. Первоначально хутор располагался в излучине, на правом берегу реки Аксай
Центр хутора расположен на высоте около 45 метров над уровнем моря. Почвы - каштановые солонцеватые и солончаковые.
Автодорогой хутор связан с хутором Захаров (8,8 км). По автомобильным дорогам расстояние до областного центра города Волгограда составляет 210 км, до районного центра города Котельниково - 16 км
Часовой пояс
Сафронов, как и вся Волгоградская область, находится в часовой зоне МСК (московское время). Смещение применяемого времени относительно UTC составляет +3:00.

## Население
Динамика численности населения
| 1859 | 1873 | 1897 | 1915 | 2002 |
| ---- | ---- | ---- | ---- | ---- |
| 122  | 154  | 244  | 342  | 169  |

| 2010 |
| ---- |
| 167  |